# アントワネット・ド・メロード
アントワネット・ド・メロード（Antoinette de Merode, 1828年9月28日 - 1864年2月10日）はモナコ公シャルル3世の妃。

## 生涯

モナコ公妃アントワネットの紋章

ブリュッセルでヴェルナー・ド・メロード伯爵と、その妻ヴィクトワールの第6子として生まれた。
1846年9月28日のアントワネット18歳の誕生日に、モナコ公世子シャルルと結婚した。これは姉のルイーズと同時の結婚式だった。
裕福な観光客を呼び寄せるためにモナコの発展を進めていたシャルルは、この結婚の豊かな持参金のおかげでモンテカルロの開発に資金を提供することができた。一方、アントワネットは自分のためにフランス北部のマルシェ城を購入した（この城は現在でもモナコ公家が所有している）。
1848年11月13日、パリで長男アルベール（アルベール1世）を出産した。その8年後、1856年にシャルルが即位し、モナコ公妃となった。
1864年2月10日にパリで35歳で死去し、モナコのサン・ニコラ大聖堂に葬られた。
姉ルイーズの娘はスペイン王妃になったマリーア・ヴィットーリア・ダル・ポッツォ・デッラ・チステルナである。